# Karlskoga (gemeente)
Karlskoga is een Zweedse gemeente in de provincie Örebro län. Ze heeft een totale oppervlakte van 513,2 km² en telde 30.343 inwoners in 2004.

## Plaatsen
- Karlskoga (stad)
- Linnebäck
- Bregårdsängarna
- Lerängen en Bäck
- Granbergsdal
- Högåsen
- Smedstorp
- Villingsberg